# Stadio Pater Te Hono Nui
Lo stadio Pater Te Hono Nui (in francese Stade Pater Te Hono Nui) è uno stadio di Pirae, Tahiti. È lo stadio nazionale e la casa della nazionale tahitiana di calcio.
Lo stadio può contenere circa 15 000 persone. L'impianto ha ospitato nel 2013 la 13ª edizione dei Campionati oceaniani di atletica leggera.
Vi si sono disputate diverse edizioni dell'Heiva Bowl, finale del campionato tahitiano di football americano.